# تود (لاعب كريكت)
تود (بالإنجليزية: Todd)‏ (1780 بإنجلترا في المملكة المتحدة - ) هو لاعب كريكت بريطاني (وحمل سابقاً جنسية مملكة بريطانيا العظمى). لعب مع نادي مارليبون للكريكت ‏.